# 各国の大学一覧

## アフリカ州
- アフリカの大学一覧
  - エジプトの大学一覧
  - アルジェリアの大学一覧
  - アンゴラの大学一覧
  - ジブチの大学一覧
  - ガボンの大学一覧
  - ガンビアの大学一覧
  - ガーナの大学一覧
  - ギニアビサウの大学一覧
  - カメルーンの大学一覧
  - カーボベルデの大学一覧
  - ケニアの大学一覧
  - レソトの大学一覧
  - リベリアの大学一覧
  - リビアの大学一覧
  - マリの大学一覧
  - モロッコの大学一覧
  - モーリタニアの大学一覧
  - モーリシャスの大学一覧
  - モザンビークの大学一覧
  - ナミビアの大学一覧
  - ナイジェリアの大学一覧
  - ルワンダの大学一覧
  - ザンビアの大学一覧
  - セイシェルの大学一覧
  - シエラレオネの大学一覧
  - ソマリアの大学一覧
  - 南アフリカの大学一覧
  - 南スーダンの大学一覧

## アジア州
- 日本の大学一覧
- アゼルバイジャンの大学一覧
- アフガニスタンの大学一覧
- アルメニアの大学一覧
- イスラエルの大学一覧
- イランからの大学一覧
- インドの大学一覧
- ウズベキスタンの大学一覧
- カザフスタンの大学一覧
- 韓国の大学一覧
- 北朝鮮の大学一覧
- キルギスタンの大学一覧
- サウジアラビアの大学一覧
- ジョージアの大学一覧
- シリアの大学一覧
- シンガポールの大学一覧
- タイの大学一覧
- 台湾の大学一覧
- タジキスタンの大学一覧
- 中華人民共和国の大学一覧
- バングラデシュの大学一覧
- 東ティモールの大学一覧
- ベトナムの大学一覧
- マレーシアの大学一覧
- ミャンマーの大学の一覧
- モンゴル国の大学一覧
- レバノンの大学一覧

## オセアニア州
- オーストラリアの大学一覧
- ニュージーランドの大学一覧

## ヨーロッパ州
- アルバニアの大学一覧
- ベラルーシの大学一覧
- ベルギーの大学一覧
- ボスニア・ヘルツェゴビナの大学一覧
- ブルガリアの大学一覧
- デンマークの大学一覧
- ドイツの大学一覧
- イギリスの大学一覧
- エストニアの大学一覧
- フィンランドの大学一覧
- フランスの大学一覧
- ギリシャの大学一覧
- アイルランドの大学一覧
- アイスランドの大学一覧
- イタリアの大学一覧
- クロアチアの大学一覧
- ラトビアの大学一覧
- リヒテンシュタインの大学一覧
- リトアニアの大学一覧
- ルクセンブルクの大学一覧
- マルタの大学一覧
- モルドバの大学一覧
- オランダの大学一覧
- 北アイルランドの大学一覧
- 北マケドニアの大学一覧
- ノルウェーの大学一覧
- オーストリアの大学一覧
- ポーランドの大学一覧
- ポルトガルの大学一覧
- ルーマニアの大学一覧
- ロシアの大学一覧
- スコットランドの大学一覧
- スウェーデンの大学一覧
- スイスの大学一覧
- セルビアの大学一覧
- スロバキアの大学一覧
- スロベニアの大学一覧
- スペインの大学一覧
- チェコ共和国の大学一覧
- トルコの大学一覧
- ウクライナの大学一覧
- ハンガリーの大学一覧
- ウェールズの大学一覧
- キプロスの大学一覧

## 北米州
- カナダの大学一覧
- メキシコの大学一覧
- アメリカ合衆国の大学一覧

## 中米州
- バハマの大学一覧
- バルバドスの大学一覧
- ベリーズの大学一覧
- コスタリカの大学一覧
- ドミニカ共和国の大学一覧
- エルサルバドルの大学一覧
- グレナダの大学一覧
- グアテマラの大学一覧
- ハイチの大学一覧
- ホンジュラスの大学一覧
- ジャマイカの大学一覧
- キューバの大学一覧
- ニカラグアの大学一覧
- パナマの大学一覧
- プエルトリコの大学一覧
- トリニダード・トバゴの大学一覧

## 南米州
- アルゼンチンの大学一覧
- ボリビアの大学一覧
- ブラジルの大学一覧
- チリの大学一覧
- エクアドルの大学一覧
- コロンビアの大学一覧
- パラグアイの大学一覧
- ペルーの大学一覧
- ウルグアイの大学一覧